# Fievel et le Nouveau Monde
Série
Fievel au Far West
(1991)
Pour plus de détails, voir Fiche technique et Distribution.
Fievel et le Nouveau Monde (An American Tail) est un film d'animation américain réalisé par Don Bluth et sorti en 1986. Écrit par Judy Freudberg et Tony Geiss d'après une histoire de David Kirschner, le long métrage est coproduit par Steven Spielberg et Gary Goldman. Il s'agit du premier opus de la série retraçant les aventures de la jeune souris Fievel.
Encensé par la critique, le film obtient un grand succès dès sa sortie en salles, rapportant plus de 47 millions de dollars de bénéfices aux États-Unis et 84 millions dans le monde entier (un record à l'époque pour un dessin animé n'appartenant pas aux studios Disney).

## Synopsis
À Chostka en Russie, en 1885, les souris sont de plus en plus menacées par la race féline. La famille Souriskewitz décide de mettre un terme à son triste sort en émigrant aux États-Unis, terre pleine de promesses où, se murmure-t-il, il y a des miettes de pain sur toutes les armoires et on n'y rencontre pas de chat. Pendant le voyage en bateau, le fils de la famille, Fievel, est malencontreusement séparé des siens lors d’une tempête et disparaît en mer. Pensant que ce dernier s'est noyé, les autres membres de la famille arrivent à New York.
Pendant ce temps, Fievel arrive à son tour à New York dans une bouteille flottante. Après avoir été sauvé et conseillé par un pigeon français nommé Henri, il se lance dans une quête pour retrouver sa famille. Il est assailli par Boniface de Rat, un escroc qui gagne sa confiance et qui le vend à un atelier clandestin. Il réussit à s'échapper avec l’aide de Tony Toponi, une souris italienne, et rencontre Bridget, une souris irlandaise qui tente d’inciter ses compagnons souris à résister aux chats. Lorsqu'une bande de chats appelé Mott Street Maulers s'attaque à elles, les souris immigrantes se rendent compte que la vérité d'un pays sans chats est tout autre.
Bridget emmène alors Fievel et Tony voir Honest John, un politicien ivre et fiable qui connaît toutes les souris de New York. Mais, comme les Souriskewitz ne sont pas encore inscrits pour voter, il ne peut pas aider Fievel à les trouver. Pendant ce temps, la sœur de Fievel, Tanya, a le sentiment que son frère est toujours vivant, mais ses parents insistent pour que ce sentiment disparaisse.
Dirigée par la riche et puissante Gussie Sourisfeller, les souris organisent un rassemblement pour décider quoi faire au sujet des chats. Personne n'a la moindre idée de la marche à suivre, jusqu'à ce que Fievel murmure un plan à Gussie. Les souris prennent alors possession d’un bâtiment abandonné sur Chelsea Pier et commencent à construire leur plan. Le jour du lancement, Fievel se perd et tombe dans l’antre de Boniface de Rat. Il découvre qu'il est en réalité un chat déguisé et le chef des Maulers. Ils capturent Fievel et l’emprisonnent dans une cage, mais un chat maladroit au cœur tendre, nommé Tiger, se lie d'amitié avec lui. Finissant par s’échapper, Fievel retourne à la jetée, alors que les chats sont à ses trousses. Gussie en profite alors pour ordonner de lâcher l'arme secrète. Une énorme souris mécanique, inspirée par le conte de Papa Souriskewitz, la « Souris Géante de Minsk », poursuit les chats jusqu’au bas de la jetée et les jette dans l'eau. Un transporteur en partance pour Hong Kong les ramasse et les emporte.
Pendant la bataille, Fievel se perd encore et finit dans les bas-fonds parmi des orphelins qui s'amusent à le persécuter et lui conseillent de renoncer à retrouver un jour les siens. Papa Souriskewitz surprend Bridget et Tony à la recherche de Fievel, mais il est convaincu qu'il peut y avoir un autre « Fievel », jusqu'à ce que Mama Souriskewitz trouve le chapeau de leur fils. Ils se mettent ensemble pour le trouver et, grâce au son du violon de Papa, ramènent Fievel dans les bras de sa famille. Le voyage se termine sur le dos d’Henri voulant montrer à tout le monde son projet récemment achevé, la statue de la Liberté, et une nouvelle vie commence pour les Souriskewitz en Amérique.

## Fiche technique
- Titre original : An American Tail
- Titre français : Fievel et le Nouveau Monde
- Réalisation : Don Bluth
- Scénario : Judy Freudberg, Tony Geiss, Gary Goldman et David Kirschner
- Musique : James Horner
- Production : Don Bluth, Steven Spielberg, Gary Goldman
  - Production associée : Kate Barker, Deborah Jelin Newmyer
  - Production exécutive : Kathleen Kennedy, David Kirschner, Frank Marshall
- Sociétés de production : Amblin Entertainment et Sullivan Bluth Studios
- Société de distribution : Universal Pictures
- Pays de production :  États-Unis
- Format : couleurs (De Luxe) - 1,85:1 - Dolby Stéréo
- Durée : 76 minutes
- Date de sortie : 4 février 1987 (sortie en France), 25 mai 2016 (reprise en France)[1]

## Distribution

### Voix originales
- Phillip Glasser : Fievel Souriskewitz
- Amy Green : Tanya Souriskewitz
- John Finnegan : Boniface de Rat
- Cathianne Blore : Bridget
- Dom DeLuise : Tiger
- Madeline Kahn : Gussie Sourisfeller
- Pat Musick : Tony Toponi
- Christopher Plummer : Henri
- Neil Ross : John Loyal
- Will Ryan : Chiffre
- Hal Smith : Moe
- Nehemiah Persoff : Papa Souriskewitz
- Erica Yohn : Mama Souriskewitz

### Voix françaises
- Sauvane Delanoë : Fievel Souriskewitz
- Géraldine Guyon : Tanya Souriskewitz
- Roger Lumont : Boniface de Rat/Papa Souriskewitz
- Isabelle Ganz : Bridget
- Alain Dorval : Tiger
- Perrette Pradier : Gussie Sourisfeller
- Rachid Ferrache : Tony Toponi
- Gérard Rinaldi : Henri
- Christian Marin : John Loyal
- Roger Carel : Chiffre
- Georges Atlas : Moe
- Nathalie Nerval : Mama Souriskewitz

## Distinctions

### Récompenses
- ASCAP Film and Television Music Awards 1988 : Meilleure chanson pour un film d'animation (Somewhere Out There)
- BMI Film and TV Awards 1988 : Meilleure performance musicale (Somewhere Out There)

### Nominations
- Oscars 1987 : Meilleure chanson originale (Somewhere Out There)
- Golden Globes 1987 : Meilleure chanson originale (Somewhere Out There)
- Saturn Awards 1987 : Meilleur film fantastique, Meilleure musique (James Horner)

## Sorties

### Sorties cinéma
- États-Unis : 21 novembre 1986[2]
- Australie : 26 décembre 1986
- France : 4 février 1987
- Autriche : 19 juin 1987
- Allemagne : 19 juin 1987
- Brésil : 2 juillet 1987
- Irlande : 3 juillet 1987
- Argentine : 9 juillet 1987
- Royaume-Uni : 24 juillet 1987
- Japon : 1er août 1987
- Danemark : 23 octobre 1987
- Finlande : 11 décembre 1987
- Suède : 11 décembre 1987
- Portugal : 18 décembre 1987
- Italie : 22 décembre 1987

### Box-office
- France : 1 076 677 entrées[réf. nécessaire]

## Autour du film
- L'existence de Fievel et le Nouveau Monde est due au célèbre réalisateur Steven Spielberg. En effet, c'est après avoir vu Brisby et le Secret de NIMH de Don Bluth sorti en 1982 qu'il propose à ce dernier de travailler sur un long métrage. La production du film débute en décembre 1984, avec la collaboration des studios Universal Pictures.
- À l'origine, le scénario devait se dérouler dans un monde entièrement composé d'animaux, à la manière de Robin des Bois de Disney, mais Bluth proposa l'idée d'un monde animal, parallèle à celui des humains, comme cela avait été le cas pour Les Aventures de Bernard et Bianca. Le passé commun de Spielberg, Bluth et de la productrice Kathleen Kennedy fournit le thème principal du film : leurs grands-parents étaient des anciens immigrés juifs (Russes ou Européens) attirés par le rêve américain. Spielberg accepte alors de travailler avec les écrivains Judy Freudberg et Tony Geiss, amenés à développer le script. Lorsque le script initial est terminé, il est jugé trop long et sera de nombreuses fois modifié avant sa version finale.
- Bluth se sent déconcerté par le nom du personnage principal, estimant que « Fievel » est un nom très peu connu, et sent que le public ne s'en souviendrait pas. Le personnage est nommé d'après le grand-père maternel de Spielberg, Philip Posner, dont le nom en yiddish était « Fievel ». La scène durant laquelle Fievel appuie son nez contre une fenêtre de salle de classe de souris est basée sur un souvenir de Spielberg, lorsque son grand-père lui racontait que les Juifs devaient se contenter d'écouter leurs leçons à travers des fenêtres ouvertes à l'extérieur, assis dans la neige.
- Ce film est aussi un film-anniversaire : tout au long du film, on assiste à la construction et à l'achèvement de la statue de la Liberté (qui eut lieu en 1886) ; et ce film a été réalisé en 1986 pour célébrer les 100 ans de cette statue.